# سنة الهدامة
سنة الهدامة (1934) هي السنة التي تعرضت فيها الكويت إلى أمطار غزيرة أدت إلى هدم الكثير من البيوت الطينية من الطين وتضرر حوالي 18,000 شخص.

## الأحداث
شهدت الكويت في 7 ديسمبر 1934 (غرة رمضان 1353 هـ) هطول أمطار غزيرة بلغت كميتها حوالي 300 ميليمتر وهي ثلاثة أضعاف ما يهطل خلال عام واحد في الكويت. وأدت هذه الأمطار إلى تهدم أكثر من 500 بيت، وكانت المنطقة الأكثر تضرراً هي الواقعة بين دروازة عبد الرزاق وقصر نايف. وبلغ عدد المنكوبين حوالي 18,000 نسمة اضطروا إلى ترك منزلهم واللجوء للمدارس والمساجد والمباني الحكومية. وبلغ عدد المصابين الذين سجلوا رسمياً في دائرة الصحة 11 مصاباً توفي منهم 2.

## إجراءات الحكومة
شكلت حكومة الكويت لجنة مشتركة بين البلدية ودائرة الأشغال لتقدير ومعالجة الأضرار التي خلفتها الأمطار، وقامت اللجنة بالتعاون مع شركة نفط الكويت المحدودة باستخدام سيارات لسحب المياه المتراكمة في الشوارع، كما قامت البلدية بتعيين مراقبين للطواف ومراقبة الأوضاع.

## سنوات مطيرة أخرى شهدتها الكويت
- أمطار الرجبية (1872).
- تعرضت الكويت عام 1954 لأمطار غزيرة فاقت في غزارتها وأضرارها أمطار سنة الهدامة والرجبية.
- تعرضت الكويت في 11 نوفمبر 1997 لأمطار بلغت 65 ميليمتر في وقت قصير أدت إلى وقوع أكثر من 100 حادث مروري وإصابة الممتلكات الشخصية للعديد من الناس بأضرار بالغة.

## وصلات داخلية
- تاريخ الكويت